# Cristián Eduardo Zapata
Cristián Eduardo Zapata Valencia (Padilla, Colòmbia, el 30 de setembre de 1986) és un futbolista professional colombià que actualment juga a les files de l'Atlético Bucaramanga.

## Trajectòria futbolística

### Udinese Calcio
Després de formar-se a les categories inferiors de l'AC Deportivo Cali, equip en el qual va jugar només una temporada, el 31 d'agost del 2005 va firmar amb l'Udinese Calcio. El seu debut a la Serie A es va produir el 19 de novembre de 2005 contra l'AC Messina. El mes de desembre del mateix any va marcar el primer gol en la màxima competició italiana, va ser front la Sampdoria.
Durant el mes d'octubre del 2007 es va fer oficial la seva prolongació contractual fins al juny del 2012.

### Vila-real CF
El 12 de juliol del 2011 es va fer oficial el seu traspàs al Vila-real CF a canvi de 7 milions d'euros.
Va debutar a la Primera Divisió al Camp Nou contra el FC Barcelona en la derrota del seu equip per 5-0. Va disputar tot el partit com a lateral dret.

### Milan AC
Després del descens del submarí es va fer oficial la seua cessió al Milan durant una temporada amb opció de compra al final d'aquesta. Després del bon rendiment amb l'equip rossonero el jugador va fitxar definitivament pel Milan, va signar un contracte que l'unia a l'equip fins al 2016. El Vila-real s'emportà 6 milions d'euros en l'operació. Posteriorment va fitxar pel Genoa CFC, el seu darrer club a Europa. És també jugador de la selecció colombiana.

### Selecció Colombiana
Ha disputat diverses competicions juvenils amb el combinat nacional. També ha format part de la selecció absoluta que va jugar-se la qualificació per al Mundial 2010 de Sud-àfrica. I el mes de juny del 2011 el seleccionador colombià va fer oficial la seva convocatòria per a la Copa Amèrica de futbol 2011.